# Championnat de Belgique masculin de handball 1964-1965
Navigation
1963-1964 1965-1966
La saison 1964-1965 du Championnat de Belgique masculin de handball est la 7e édition de la plus haute division belge de handball. 

## Participants
- ROC Flémalle
- Unif
- CH Schaerbeek Brussels
- HC Beyne
- KV Sasja HC Hoboken
- HV Uilenspiegel Wilrijk
- KAV Dendermonde
- JS Herstal
- Sparta Aalst
- SD Antwerpse
- Sunday’s (anciennement Aedeis)
- Cahottes.